# Première Division 2002/03 (Burkina Faso)
In 2002/03 werd het 41ste seizoen gespeeld van de Première Division, de hoogste voetbalklasse van Burkina Faso. AS Faso-Yennenga werd kampioen.

## Eindstand
| Plaats | Club                           | Wed. | W  | G | V  | Saldo | Ptn. |
| ------ | ------------------------------ | ---- | -- | - | -- | ----- | ---- |
| 1.     | AS Faso-Yennenga               | 22   | 16 | 3 | 3  | 31:12 | 51   |
| 2.     | US Ouagadougou                 | 22   | 15 | 2 | 5  | 33:17 | 47   |
| 3.     | Étoile Filante Ouagadougou (B) | 22   | 14 | 3 | 5  | 40:13 | 45   |
| 4.     | Rail Club du Kadiogo           | 22   | 10 | 7 | 5  | 34:24 | 37   |
| 5.     | AS Fonctionnaires              | 22   | 9  | 8 | 5  | 21:16 | 35   |
| 6.     | Racing Club de Bobo            | 22   | 5  | 9 | 8  | 23:29 | 24   |
| 7.     | USFRAN Bobo-Dioulasso          | 22   | 5  | 8 | 9  | 21:25 | 23   |
| 8.     | US des Forces Armées           | 22   | 5  | 8 | 9  | 18:29 | 23   |
| 9.     | Kiko FC (P)                    | 22   | 6  | 4 | 12 | 12:33 | 22   |
| 10.    | Santos FC                      | 22   | 5  | 5 | 12 | 23:33 | 20   |
| 11.    | USCO                           | 22   | 4  | 6 | 12 | 14:25 | 18   |
| 12.    | ASEC Koudougou                 | 22   | 4  | 5 | 13 | 22:36 | 17   |

|     | Kampioen                             |
|     | Degradatie-eindronde                 |
|     | Degradatie naar de Deuxième Division |
| (B) | Bekerwinnaar                         |
| (P) | Promovendus uit de Deuxième Division |

### Degradatie play-off
| Team #1            | Uitslag | Team #2             | 1e wed | 2e wed |
| ------------------ | ------- | ------------------- | ------ | ------ |
| Olympic du Nahouri | 3-1     | US Comoé de Banfora | 2-0    | 1-1    |

## Internationale wedstrijden
CAF Champions League 2004
| Team #1          | Uitslag | Team #2          | 1e wed | 2e wed |
| ---------------- | ------- | ---------------- | ------ | ------ |
| AS Faso-Yennenga | 3-2     | Julius Berger    | 3-2    | 0-0    |
| USM Alger        | 10-3    | AS Faso-Yennenga | 8-1    | 2-2    |

CAF Confederation Cup 2004
| Team #1                    | Uitslag | Team #2          | 1e wed | 2e wed |
| -------------------------- | ------- | ---------------- | ------ | ------ |
| Etoile Filante Ouagadougou | 2-0     | Dynamic Togolais | 2-0    | 0-0    |
| Etoile Filante Ouagadougou | 0-1     | Wydad Casablanca | 0-1    | 0-0    |